# Alapajevsk
Alapajevsk (Russisch: Алапаевск) is een stad in de Russische oblast Sverdlovsk. De stad ligt op de oostelijke hellingen van de Centrale Oeral aan de kruising van de rivieren de Nejva en de Alapaicha (stroomgebied van de Ob) op ongeveer 180 kilometer ten noordoosten van Jekaterinenburg en 1847 kilometer van Moskou. Alapajevsk is het bestuurlijk centrum van het gelijknamige gemeentelijke district Alapajevski.

## Geschiedenis

### Ontstaan van de ijzersmelterij
De stad is een van de eerste plaatsen in de Oeral waar de non-ferro metallurgie begon.
De plaats werd gesticht in 1639 door landbouwers als de landbouwnederzetting Moerzinskaja of Alapaika. De stichter van de nederzetting was de zoon van een bojaar uit Verchotoerje genaamd Andrej Boezjaninov. In 1696 werd er ijzererts gevonden bij de nederzetting. Vervolgens werd in 1702 in opdracht van Peter de Grote een ijzersmelterij gebouwd, die in 1704 met de productie startte. In hetzelfde jaar werd de status van de nederzetting veranderd naar fabrieksnederzetting. In de eerste jaren kende de fabriek vele problemen. De fabriek was moeilijk bereikbaar vanaf andere plaatsen door de vele bossen en het reliëf. De Tsjoesovaja, de belangrijkste vervoersweg was in die tijd, lag meer dan 181 km (170 werst) van de plaats. Ook kon de fabriek alleen in het voorjaar en de vroege zomer werken omdat er in andere perioden te weinig water was (de oorspronkelijke Oektoesfabriek bij Jekaterinenburg had hetzelfde probleem).
Van 1710 tot 1720 werden nog een aantal ertslagen ontdekt. De Gennin liet tijdens zijn periode in de Oeral de productie herorganiseren en liet 2 nieuwe hoogovens bouwen door deskundigen uit zijn eerdere bestuursregio Olonets (in Karelië). De productie van de ijzersmelterij steeg daardoor en werd daarop de belangrijkste activiteit van de plaats.

### Groei en neergang van de metallurgie
Vanaf 1757 droeg tsarina Elisabeth I van Rusland een aantal van de bedrijven in Alapajevsk over aan particuliere ondernemers. De ijzersmelterij werd in 1759 verkocht aan A. G. Goerjev . Deze verkocht deze al in 1769 weer aan mijnbouwmagnaat Savve Jakovlev. Van 1758 tot 1763 verslechterden de levensomstandigheden door de grote toestroom van werknemers en de enorme uitbreiding van de mijnbouw in de plaats. In 1770 werd er koper gevonden. Tijdens de Poegatsjov-opstand van 1774 stond de plaats aan de kant van de regering. De plaats kreeg de stadsstatus in 1781 en heet sindsdien Alapajevsk.
Tot 1820 was de plaats economisch gezien niet erg sterk ontwikkeld vergeleken met andere mijnbouwplaatsen in de Oeral zoals Nizjni Tagil. In 1824 werd de smelterij verplaatst naar een gunstigere plek aan de linkeroever van de Nejva en kreeg de fabriek twee hoogovens. De productie verdubbelde daarop en de plaats had daarop na Nizjni Tagil en Koesjva de hoogste productie. De plaats werd vanaf toen Nejva-Alapajevski-fabriek genoemd. Plaatsen in Rusland werden in die tijd vaak naar hun belangrijkste economische activiteit genoemd.
Door de afschaffing van het lijfeigenschap in het Russische Rijk en de economische crisis in de mijnbouw rond 1860 kelderde de productie echter weer naar minder dan 50%. In 1863 steeg de productie weer, maar het niveau van daarvoor werd pas weer rond 1873 gehaald, alleen om daarna weer te dalen in de jaren daaropvolgend. De smeterij werd daarop gemoderniseerd; de watermotoren werden vervangen door stoommotoren, er kwam een energiecentrale, een open-hearth oven (1895) en in het begin van de twintigste eeuw werd een derde hoogoven gebouwd. Vanaf 1907 werd de smelterij langzamerhand staatseigendom.

### De Romanovtragedie

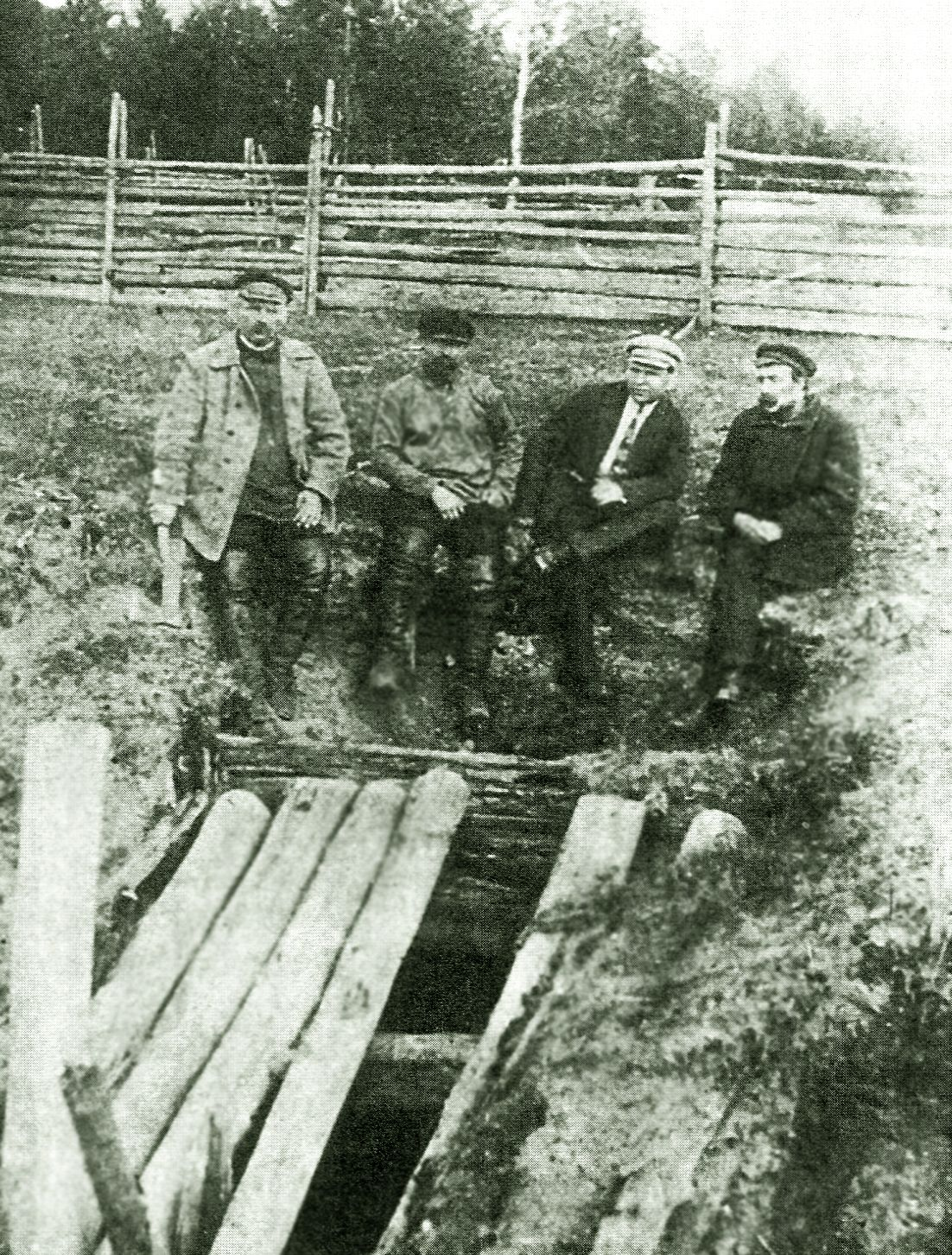
De mijnschacht waarin de Romanovs waren gegooid. Foto misschien uit 1918

Op 20 mei 1918 werden een aantal leden van de Romanovs naar Alapajevsk gebracht en hier opgesloten in een lokale school. In de nacht van 17 op 18 juli, onder dreiging van het offensief van de Witte generaal Koltsjak, werden zij, te weten groothertog Sergej Michailovitsj, groothertogin Elisabeth Fjodorovna (ondertussen stichteres en abdis van een klooster,) de prinsen Ivan, Constantijn, Igor Konstantinovitsj, prins Vladimir Palej, de secretaris van groothertog Sergej Fjodor Remez en een zuster van het klooster van groothertogin Elizabeth, Varvara Jakovleva op zeer brute wijze vermoord door de bolsjewieken in een mijnschacht in de buurt van Alapajevsk.

### Sovjet-periode en huidige situatie
In juli 1919 werd, na het verdrijven van de Witten, de smelterij hersteld van de schade die ze had opgelopen tijdens de Russische Burgeroorlog, waarna de stad werd aangevuld met andersoortige fabrieken. De smelterij raakte verouderd en moest worden vernieuwd, waarmee een start werd gemaakt in 1987. Het uiteenvallen van de Sovjet-Unie zorgde echter voor grote financiële problemen, waarna de fabriek uiteindelijk failliet ging in 2002.
Op 17 december 1995 werd het stedelijk district Alapajevsk ingesteld, waaronder naast Alapajevsk ook de nederzettingen met stedelijk karakter Asbestovski, Nejvo-Sjajtanski (wordt hernoemd naar Verchnjaja Soesana) en Zyrjanovski en de dorpen Melkozerovo, Ozero), Zapadny, Verschnjaja Alapicha, Oestjantsjiki en Nejvinski behoren. Het stedelijk district heeft een oppervlakte van 1.081,98 km².

## Economie
De stad heeft een aantal fabrieken in de mechanisatiesector, meerdere voedselverwerkingsfabrieken en een houtbouwcombinatie. De landbouw rond de stad bestaat vooral uit haver, tarwe, gerst, erwten, aardappellen met daarnaast veeteelt (runderen, kippen en varkens).
De ertslagen in het district alapajevski bestaan onder andere uit ijzer, bruinkool, bauxiet, gips, koper en asbest.

## Transport
De plaats is een spoorwegknooppunt en ligt op de kruising van de spoorlijnen van Jekaterinenburg naar Nizjni Tagil en van Jekaterinenburg naar Serov. De stad heeft wegverbindingen met Nizjni Tagil, Irbit en Rezj en Toerinsk. Er wordt momenteel een weg aangelegd van Alapajevsk naar Petrokamenskoje, die een betere verbinding met Nizjni Tagil moet geven.

## Bezienswaardigheden
De componist Pjotr Iljitsj Tsjaikovski woonde in de plaats van 1849 tot 1850 als manager van de smelterij (voor zijn muzikale carrière). In de stad staat het Tsjaikovskimuseum (over zijn jeugd). Hiernaast is er een regionaal-historisch museum.
In de stad staat onder andere de bekende Heilige Drievuldigheidskathedraal uit 1702. Ten noorden van de stad ligt het dorp Nizjnjaja Sinjatsjicha, waar een bekend openluchtmuseum staat met houten kathedralen uit de 17e tot 19e eeuw, waaronder de Transfiguratiekathedraal (gebouwd tussen 1794 en 1824). Het openluchtmuseum toont ook het plattelandsleven van de Oeral in die tijd.
De stad is bekend vanwege de vele mijnen en fabrieken in de omtrek en vanwege het grootste weeshuis van de Oeral, dat in de stad staat.

## Demografie
| 1897  | 1939   | 1959   | 1970   | 1979   | 1989   | 2002   |
| ----- | ------ | ------ | ------ | ------ | ------ | ------ |
| 8.600 | 25.000 | 47.100 | 52.100 | 49.800 | 50.060 | 44.263 |

## Geboren
- Modest Tsjajkovski (1850–1916), dichter en dramaturg